# Бобрики (Ивьевский район)
Бобрики — деревня в Ивьевском районе Гродненской области. Входит в состав Трабского сельсовета.

## География
Деревня находится в 1 километре к югу от деревни Сурвилишки, в 5 километрах от центра Сельсовета Агрогородка Трабы.

## Название
Название деревни происходит от бобров которые живут в реке рядом с деревней.